# Programa de Certificación de Red Hat
El Programa de certificación de Red Hat es un programa de certificación profesional de Red Hat para habilidades tales como administración de sistemas en Red Hat Linux y Red Hat Enterprise Linux.
Las pruebas son completamente prácticas e involucran la resolución de problemas, instalación y administración del sistema. No hay preguntas de opción múltiple y todo se hace en un sistema en vivo. Por lo general hay más de una manera de configurar un servicio o resolver un problema, el examen está enfocado en los resultados finales, no en el proceso que se llevó a cabo para lograr el resultado.
La certificación más conocida y común es la de Red Hat Certified Engineer.

## Certificaciones
Red Hat Certified TechnicianLa certificación de inicio. La certificación Red Hat Certified Technician (RHCT) se enfoca en la administración de un solo sistema. Actualmente Red Hat en reemplazo de esta certificación introdujo la certificación Red Hat Certified System Administrator (RHCSA)
Red Hat Certified EngineerEl programa de Red Hat Certified Engineer (RHCE) extiende el RHCT, enfocándose en los servicios y seguridad informática.
Red Hat Certified ArchitectEl Red Hat Certified Architect (RHCA) requiere de cinco endosos adicionales al RHCE los cuales se enfocan a un nivel empresarial. Desde clusters hasta el despliegue de sistemas, los cinco exámenes se aseguran de que el estudiante pueda desplegar los sistemas a un nivel empresarial. Red Hat ofrece cuatro días de clase por cada curso; incluyendo un examen en el quinto día.
Red Hat Certified Security SpecialistRed Hat Certified Security Specialist (RHCSS).  Esta certificación incluye dos endosos al RHCA y el examen SELinux.